# Jens Mattiasson
Jens Rudolf Mattiasson, född 22 oktober 1916 i Göteborgs Carl Johans församling, död 28 maj 1999 i Domkyrkoförsamlingen i Göteborg, var en svensk målare, grafiker och slöjdlärare.
Han var son till sockerbruksarbetaren Herbert Mattiasson och Jenny Johansson samt från 1946 gift med Ingrid Augustsson. Mattiasson studerade konst, silver- och konstsmide vid Slöjdföreningens kvällskurser 1939–1942 och fortsatte därefter sina studier för Endre Nemes och Torsten Renqvist vid Valands målarskola 1953–1957. Dessutom bedrev han självstudier under resor till Frankrike 1951, Nederländerna 1952 och 1958 samt Tyskland. Tillsammans med tre andra konstnärer ställde han ut på Folkets hus i Göteborg 1951 och tillsammans med Bertil Almlöf ställde han ut på Jönköpings läns museum 1958 samt tillsammans med Knut Yngve Dahlbäck ställde han ut på Gulins balkongrum 1958. Han medverkade i ett flertal samlingsutställningar bland annat var han representerad i Föreningen Graphicas utställning på Lunds konsthall 1959 och en grafikutställning på Galerie S:t Nikolaus i Stockholm. Hans konst består av landskapsmålningar, stilleben och abstrakta kompositioner utförda i flera olika tekniker. Han var representerad i Valandsportföljen 1957. Göteborgs spårvägar namngav 1996 en spårvagn efter honom. Mattiasson är representerad vid bland annat Ateneum i Helsingfors och Moderna museet i Stockholm.